# ФК „Кариана“ (Ерден)
ФК Кариана е бивш български футболен отбор от село Ерден, община Бойчиновци, област Монтана.

## Успехи
Областна група – Монтана
- Шампион (2 пъти) – 2013/14, 2014/15

Северозападна трета лига
- Шампион – 2017/18

Купа на Аматьорската футболна лига
- Финалист – 2017/18

## История
ФК Кариана е основан през 2012 г. от местния бизнесмен Милан Йосифов. Клубът носи името на неговото месопреработвателно предприятие, чиято база се намира в селото.
През сезон 2014/15 Кариана става шампион в Областна група-Монтана и за първи път печели промоция за третото ниво на родния футбол – В група. През първия си сезон в трета дивизия Кариана завършва на 5-о място, а през сезон 2016/17 на 2-ро.
Преди началото на сезон 2017/18 за старши треньор на Кариана е назначен Атанас Джамбазки, под чието ръководство отборът завършва безапелационно на първо място в Северозападната Трета лига, осигурявайки си промоция във Втора лига. През същия сезон Кариана достига до финал за Купата на Аматьорската футболна лига, който губи от Арда (Кърджали) след изпълнение на дузпи.
На 11 декември 2020 г. по решение на президента на клуба ФК Кариана (Ерден), заради влошеното му здравословно състояние, се разформирова и напуска Втора лига. Милан Йосифов умира месец по-късно на 11 януари 2021г.

## База
Спортен комплекс „Кариана“ се състои от официален терен с естествена трева и тренировъчно игрище с изкуствена настилка, което е с размери 80x40 метра. Официалният стадион е с капацитет от 1000 места, които са покрити с козирка. Разполага и с електронно табло.

## Треньори
| Период    | Име                    |
| --------- | ---------------------- |
| 2013–2015 | Александър Александров |
| 2015–2017 | Георги Владимиров      |
| 2017–2018 | Атанас Джамбазки       |
| 2018      | Велин Костадинов       |
| 2018–2020 | Веселин Великов        |

## Сезони
| Сезон   | Име     | Група         | Място | Нац. Купа |
| ------- | ------- | ------------- | ----- | --------- |
|         |         |               |       |           |
| 2009–10 | Кариана | А ОФГ Монтана | 14    |           |
| 2012-13 | Кариана | А ОФГ Монтана | 13    |           |
| 2014-15 | Кариана | А ОФГ Монтана | 1     |           |
| 2015-16 | Кариана | В Група       | 5     |           |
| 2016-17 | Кариана | Трета лига    | 2     |           |
| 2017-18 | Кариана | Трета лига    | 1     |           |
| 2018-19 | Кариана | Втора лига    | 12    |           |